# 신구역
신구역(일본어: 新宮駅, Shingu-eki)은 일본 와카야마현 신구시에 있는, 서일본 여객철도 기세이 본선의 역이다. JR 경계역의 하나로, 도카이 여객철도의 열차도 상호 운행한다. 단선 · 섬식의 형태를 합친 복합 구조의 철도 역사이다.

## 타는 곳
| 1     | ■ 기노쿠니 선 | 기이카쓰우라 · 와카야마 · 신오사카 · 교토(오사카 순환선) 방면 | '구로시오' 계통은 주로 이 승강장 |
| 2 · 3 | ■ 기노쿠니 선 | 기이카쓰우라 · 와카야마 · 신오사카 · 교토 방면                | 일부의 특급 포함                 |
| 2 · 3 | ■ 기세이 본선 | 구마노시 · 마쓰사카 · 나고야 방면                             |                                  |

## 이용 현황
| 연도     | 하루 평균 승차 인원 |
| 1998년도 | 2,007명             |
| 1999년도 | 1,963명             |
| 2000년도 | 1,755명             |
| 2001년도 | 1,700명             |
| 2002년도 | 1,541명             |
| 2003년도 | 1,447명             |
| 2004년도 | 1,393명             |
| 2005년도 | 1,382명             |
| 2006년도 | 1,355명             |
| 2007년도 | 1,285명             |
| 2008년도 | 1,170명             |
| 2009년도 | 1,115명             |
| -------- | ------------------- |

## 역 주변

### 명소 · 관광시설
- 조후쿠 공원
- 신구 성
- 신구 시립 역사 민속 자료관
- 우키시마의 숲
- 가와유 온천
- 와타제 온천
- 유노미네 온천
- 유노구치 온천
- 가미쿠라 신사
- 구마노 강

### 공공 기관
- 오사카 국세국 신구 세무서
- 오사카 세관 와카야마 세관지서 신구 출장소
- 와카야마 노동국 신구 노동 준비 감독서
- 신구 공공 직업안정소
- 와카야마 지방 재판소 · 가정 재판소 신구 지부
- 와카야마 지방 재판소 신구 간이 재판소
- 와카야마 지방 검찰청 신구 지부
- 와카야마 지방 법무국 신구 지국
- 와카야마 형무국 신구 구치지국
- 긴키 지방 정비국 기난 카가와 국도 사무소 신구 국도 유지 출장소 · 신구카와 출장소
- 긴키 주고쿠 산림 관리국 와카야마 산림 관리서 신구 삼림 관리센터
- 신구 자연보호관 사무소
- 신구 시청
- 신구 시립 도서관
- 신구 시립 종합 체육관

### 그 외 시설
- 국도 제42호선

## 인접 정차역
| 서일본 여객철도 기세이 본선 | 서일본 여객철도 기세이 본선 | 서일본 여객철도 기세이 본선 |
| --------------------------- | --------------------------- | --------------------------- |
| 시·종착역                   | ■ 기노쿠니 선               | 미와사키 와카야마시 방면    |
| 도카이 여객철도 기세이 본선 |                             |                             |
| 우도노 가메야마 방면        | ■ 기세이 본선               | 시·종착역                   |